# Ощадна марка

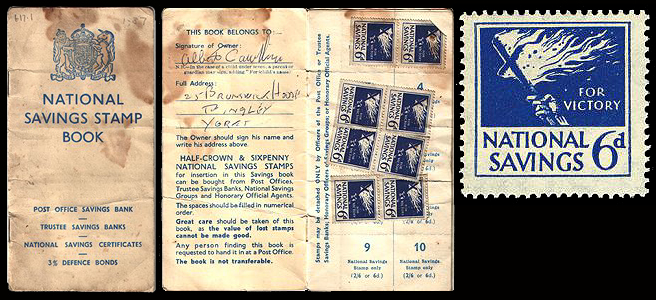
Велика Британія: ощадні марки та ощадна книжка для них (1941–1944)

Ощадні марки — вид кредитних марок, одна з форм організації дрібних заощаджень. Випускалися у низці країн. У РРФСР ощадні марки з січня 1918 по 15 вересня 1922 року використовувалися як поштові.

## Опис
Ощадні марки відомі двох призначень: облікового та накопичувального. Перші використовувалися у повсякденній роботі ощадних кас контролю надходжень фінансових операцій. Другі купувалися клієнтами на дрібні заощадження і потім, за накопиченням певної кількості, здавалися до ощадних кас для зарахування відповідних сум на рахунок вкладника.

## Історія
У Російській імперії ощадні марки застосовувалися з 1890 року. Самостійні випуски проводило поштове відомство Великого князівства Фінляндського. Після 1917 року в міжвоєнний період ощадні марки випускалися в республіках Балтії і Західній Україні, а під час Другої світової війни — в окремих місцях території окупованої Німеччиною. У Російській імперії в 1916 -1917 роках і в Радянському Союзі в 1924–1930 роках як накопичувальні ощадні марки використовувалися поштові марки, що знаходяться в обігу.

### Ощадні марки Російської імперії

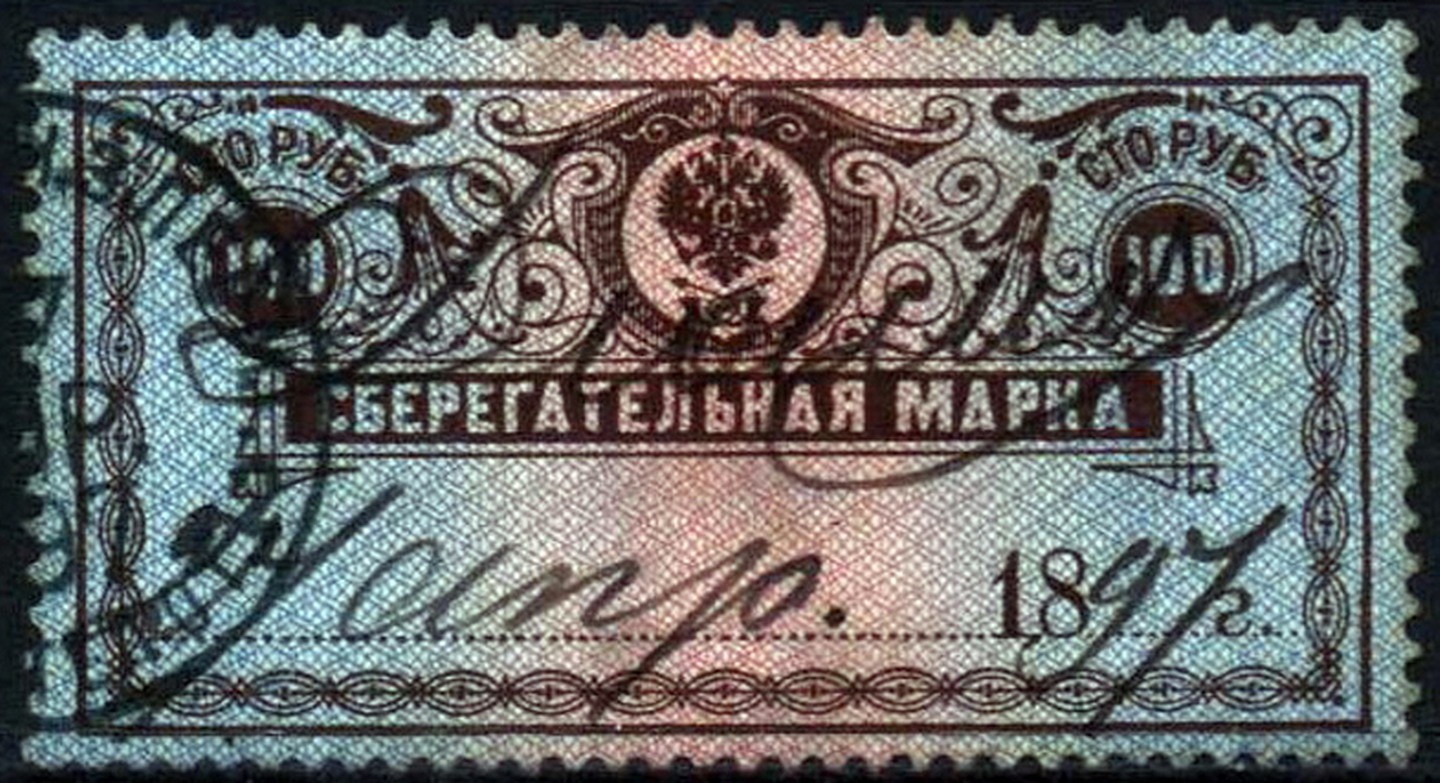
Ощадна марка Росії 1-го випуску (1896, 100 рублів)

Перші ощадні каси при поштово-телеграфних відділеннях (ПТВ) було відкрито 1890 року у Московській і Тверській губерніях. У наступні роки ощадними грошовими операціями були охоплені всі ПТВ Росії, включаючи розташовані на вокзалах, залізничних пунктах зупинки і пристанях водного транспорту.
Перший випуск ощадних марок Росії відбувся 1889 року. Це були марки облікового призначення п'яти номіналів: 25 та 50 копійок та 1, 3 та 5 рублів. 1895 року випустили марки номіналами 10 і 25 рублів, а 1896 року — 100 рублів. На марках було зображено емблему поштово-телеграфного відомства та надруковано текст: «Ощадна марка… 18… р.». Марки при прийомі вкладів (мінімальна сума вкладу становила 50 копійок) наклеювалися в ощадну книжку та гасилися календарним штемпелем поштового відділення, у якому працювала ощадна каса. Дата прийому проставлялася від руки чорнилом.
В 1899 відбувся другий випуск ощадних марок Росії, який відрізнявся від першого лише текстом: замість «18 … р.» — «1 … р.». Було випущено марки чотирьох номіналів: 50 копійок і 3, 5 і 25 рублів.

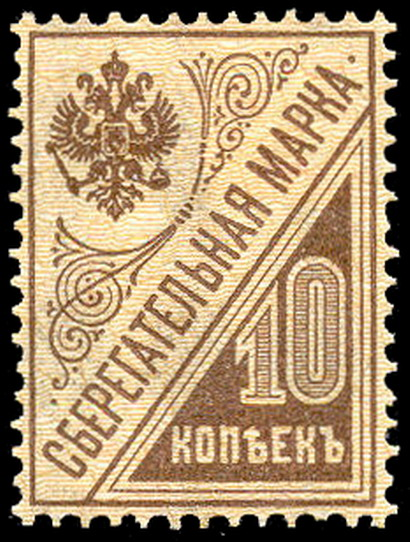
Ощадна марка Росії 3-го випуску (1900, 10 копійок)

1 січня 1900 року відбувся третій випуск ощадних марок Росії. Це були марки накопичувального призначення трьох номіналів: 1, 5 та 10 копійок. На марках було зображено Герб Російської імперії та надруковано текст: «Ощадна марка». Марки призначалися для наклеювання на спеціальні накопичувальні бланки, що видаються безкоштовно у ощадних касах. Бланки були розраховані заповнення знаками одного номіналу. Після заповнення бланк здавався до ощадної каси і відповідна сума зараховувалася на рахунок вкладника. Знаки, наклеєні на картку погашалися, найчастіше накочуванням роликовим штемпелем ліній, що перехрещуються. Погашені картки після встановлений час знищувалися. Введення подібних марок дало незаможним можливість робити заощадження без відвідування кас та купувати марки у будь-який час та у різних місцях.

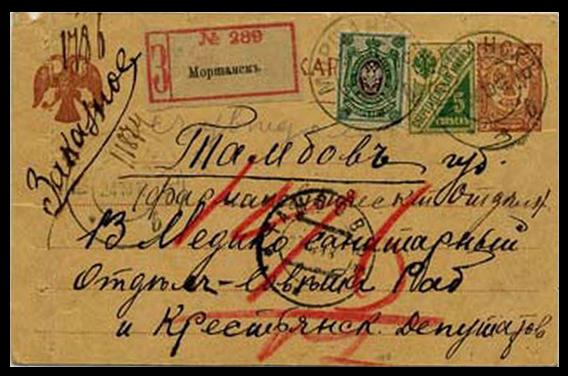
Поштова картка Росії 1918 року, франкована поштовою та ощадною марками Російської імперії (1918)

У тому ж 1900 року було зроблено останній, четвертий, випуск ощадних марок Росії. Були випущені марки облікового призначення восьми номіналів: 25 та 50 копійок та 1, 3, 5, 10, 25 та 100 рублів. На марках було зображено емблему поштово-телеграфного відомства та надруковано текст: «Контрольна марка… 19… р.». Випуск був обумовлений зміною назви ощадних марок облікового призначення — «контрольні», замість «ощадні». Назву «ощадні» отримали марки накопичувального призначення.
У 1915 році використання ощадних марок за прямим призначенням було припинено. Замість них почали використовувати поштові марки тих самих номіналів. Було надруковано накопичувальні бланки нової форми, на граничну суму — 50 копійок. Застосування накопичувальних карток тривало до розвалу мережі ощадних кас після Жовтневого перевороту 1917 року.

### Поштовий обіг ощадних марок в РСФРР
З січня 1918 по 15 вересня 1922 року ощадні марки Росії використовувалися як поштові. Поштове звернення ощадних марок номіналом в 1, 5 та 10 копійок офіційно мало три періоди:
1. З 12 січня 1918 року — за номінальною вартістю.
2. З березня 1921 — за 100-кратною вартістю (1 копійка дорівнює 1 рублю).
3. З 15 серпня 1921 року вони офіційно зазнали переоцінки і надійшли у продаж із розрахунку 250 рублів за одну марку незалежно від її номіналу. Вони призначалися на оплату простих листів.

Крім РСФРР ощадні марки з 15 серпня 1921 року були офіційно допущені до поштового звернення на території Української РСР та Білоруської РСР. На території Туркестанського поштового округу ці марки вживалися із 5 червня 1918 року.

### Ощадні марки СРСР

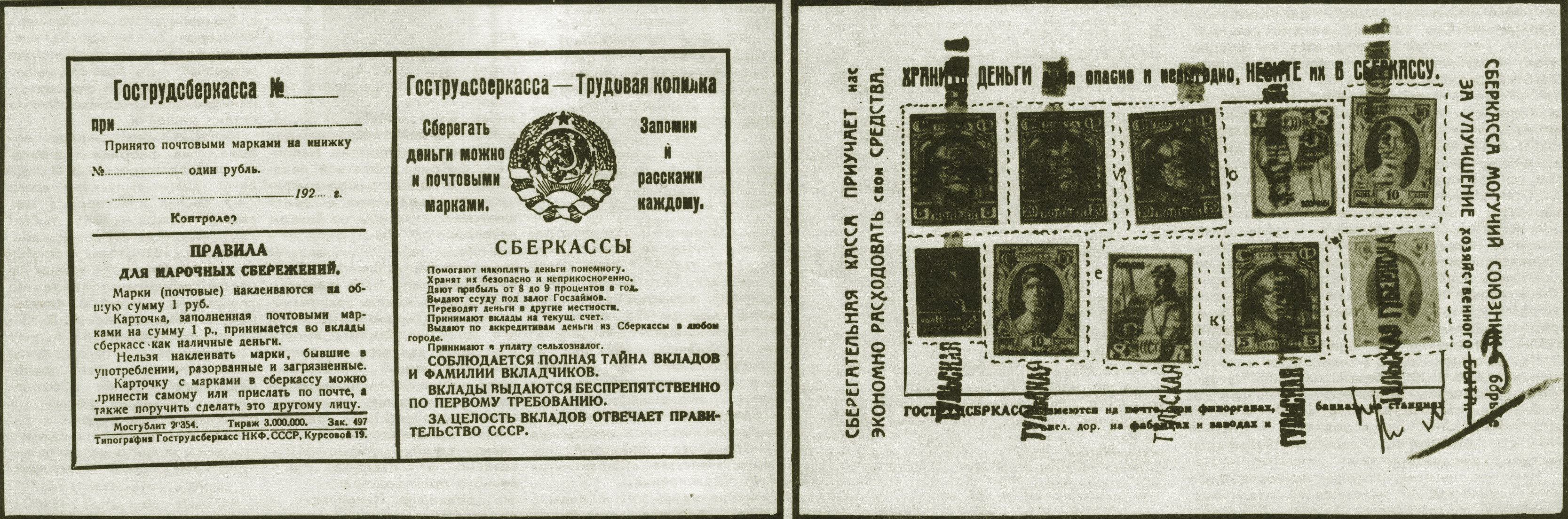
СРСР: накопичувальна картка для поштових марок

У Радянському Союзі спеціальні ощадні марки не випускалися. Однак для залучення до ощадних кас дрібних вкладників фінансовими органами радянської адміністрації наприкінці 1924 року було розпочато широку пропагандистську кампанію, основою якої стало застосування накопичувальних карток для наклеювання поштових марок. Використовуючи досвід Російської імперії, у СРСР спростили порядок їхнього наповнення. Допускалося наклеювання поштових марок будь-яких номіналів у межах 70 копійок. Процедура прийому карток, їх погашення та знищення була такою самою як і в Російській імперії. Замість картки її власнику видавалася ощадна книжка, але в його поточний рахунок зараховувалася номінальна вартість накопичених марок. Вкладник отримував нову картку і міг продовжувати поповнення свого поточного рахунку, поступово наклеюючи нові марки.
Система «марочних заощаджень» швидко прищепилася і досить довго популярна, особливо у дітей і молоді. У 1926 році мінімальна величина марочного вкладу була підвищена з 70 копійок до 1 рубля, а в 1933 — до 5 рублів. Припинення застосування в СРСР накопичувальних карток було викликано різким економічним спадом, що почався в країні наприкінці 1920-х роках.